# Veneț, Șumen
Veneț (în bulgară Венец) este un sat în comuna Veneț, regiunea Șumen,  Bulgaria. 

## Demografie
Componența etnică a satului Veneț
     Turci (93,79%)
     Bulgari (3,8%)
     Nicio identificare (2,39%)
     Altele (0,42%)
La recensământul din 2011, populația satului Veneț era de 709 locuitori. Din punct de vedere etnic, majoritatea locuitorilor (93,79%) erau turci, cu o minoritate de bulgari (3,8%). Pentru 2,39% din locuitori nu este cunoscută apartenența etnică.